# Dalbergia retusa

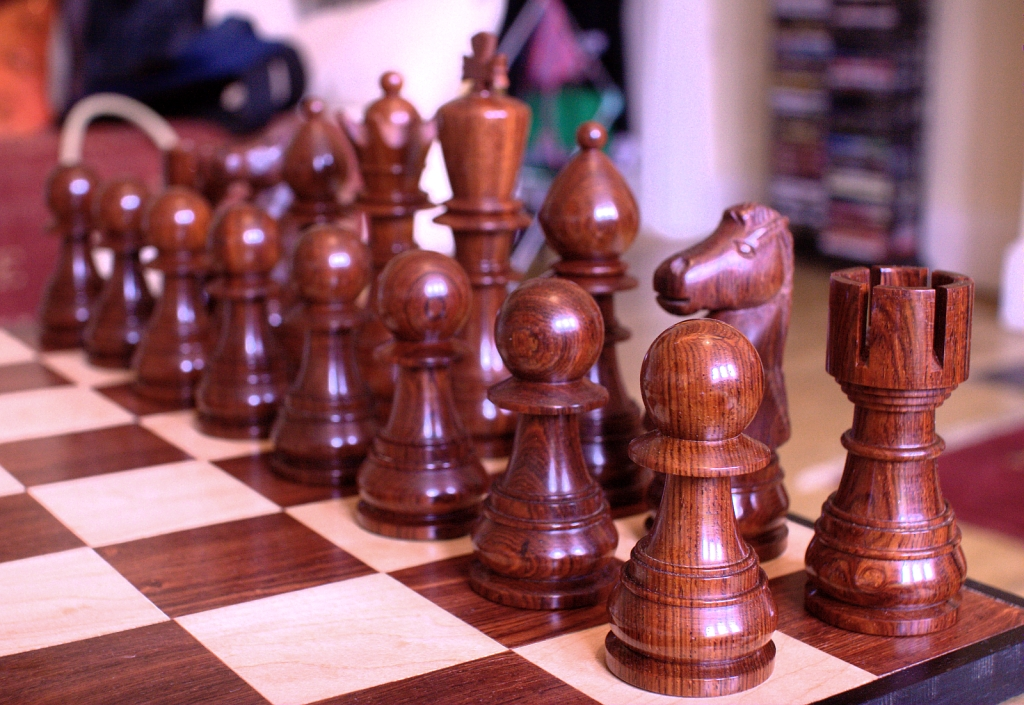
Piezas de ajedrez hechas de cocobolo.

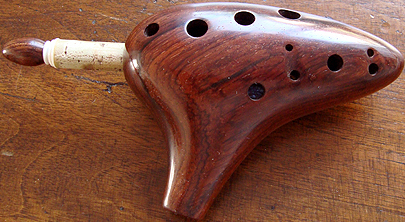
Ocarina hecha de Cocobolo

Dalbergia retusa, comúnmente llamada cocobolo, es una especie de fanerógama de madera dura de Centroamérica, producida por dos de cuatro especies cercanas entre sí del género Dalbergia.

## Nombres
La madera de estas especies es muy valiosa y recibe diversos nombres: caviuna, cocobolo prieto, funeram, granadillo, námbar, namba, palosanto de Nicaragua, palisandro, palo negro, urauna (lengua aborigen), pau preto (portugués), rosewood (inglés).

## Descripción
La especie más conocida y quizás la que más se comercia es  Dalbergia retusa, un árbol de tamaño medio, que suele alcanzar de 20-25 m de altura. Debido a su gran belleza y alto valor, esta especie ha sido ampliamente explotada y el árbol se encuentra ahora en peligro de extinción excepto en parques nacionales, reservas y plantaciones.

## Usos
El color de su madera cambia tras ser cortada. El corazón suele ser naranja o rojizo, a menudo muestra figuras de trazas irregulares oscuras sobre la madera. La corteza es de un amarillo cremoso y contrasta mucho con el corazón. Tiene una textura fina y parece aceitoso a la vista y al tacto, y soporta el desgaste y la exposición al agua. 
La madera es muy dura y se trabaja fácilmente, aunque debido a la abundancia de aceites naturales, la madera tiende a atascar abrasivos y sierras de dientes finos. Es además bastante densa. Algunas maderas de cocobolo tienen una gravedad específica de alrededor de 1, por lo que se hunden en el agua.
Debido a su densidad y dureza, puede pulirse hasta quedar lustroso, con un acabado casi cristalino. Sólo pocas cantidades llegan al mercado y por ello es cara. 
El cocobolo es una excelente opción para realizar complicadas taraceas en tacos de billar hechos a encargo, cepillos, mangos de cuchillos, instrumentos musicales (especialmente guitarras y bajos) culatas de pistolas, chapados decorativos y con forma de figuras, cuencos, joyeros y otras piezas lujosas. 
Es muy apreciado para los tacos o palos del juego de billar, como hace el famoso fabricante londinense John Parris. También se emplea para hacer bolígrafos de lujo y se ha usado como lastre en barcos. 

## Propiedades
Retusin, un O-methylated flavonoid, se puede obtener de este árbol.

## Taxonomía
Dalbergia retusa fue descrita por William Botting Hemsley y publicado en Diagnoses Plantarum Novarum ... Mexicanarum 1: 8. 1878.
Sinonimia
- Amerimnon lineatum (Pittier) Standl.
- Amerimnon retusum (Hemsl.) Standl.
- Dalbergia hypoleuca Pittier
- Dalbergia lineata Pittier[4]

## En la cultura popular
En la serie de televisión Better Call Saul, el personaje principal expresa el deseo de tener un escritorio nuevo de madera "de cocobolo".[cita requerida]
En el minuto 33:26 de la película Only Lovers Left Alive el personaje Ian entrega una bala de madera de cocobolo a Adam. 